# Konrad Wimpina
Konrad Wimpina (Buchen, 1460 — Amorbach, 17 de maio de 1531) foi humanista, teólogo católico romano e reitor da Universidade de Frankfurt an der Oder. Matriculou-se na Universidade de Leipzig por volta de 1479 onde permaneceu até 1505. Em 1481 recebeu seu diploma de bacharel, e em 1485 o de mestrado. Foi aluno de Martin Pollich de Mellerstadt (1455–1513), médico, teólogo e forte seguidor da filosofia tomística. Em 1491, ele se tornou membro da faculdade de filosofia, em 1494, reitor e em 1494–95, deão. Recebeu seu diploma de doutor em teologia do cardeal e legado papal Perandi, em Leipzig, em 1503.
Em 1505, o eleitor Joachim I de Brandenburgo (1484–1535) convidou Wimpina para organizar a recém fundada Universidade de Frankfurt sobre o Oder, onde se tornou seu primeiro reitor. Por várias vezes ele se tornou deão da faculdade de teologia. Foi canônico das catedrais de Brandenburgo e Havelberg, e em 1530, tomou parte na Dieta de Augsburgo como teólogo e representante do eleitor Joachim, a quem acompanhou até Colônia. Na Dieta, Wimpina, apoiado por Johannes Mensing (1477–1547), Wolfgang Redorfer e Rupert Elgersma, se levantaram contra os dezessete artigos da Suábia, criados por Lutero, e criticados na obra "Christlichen Unterricht gegen die Bekanntnus M. Luthers". Wimpina ficou encarregado de refutar a "Confessio Augustana", e tomou parte nos debates da reunião.
Entre 1500-1504, Wimpina teve uma discussão com seu antigo professor Polich onde este defendia a poesia e o humanista a teologia, cada um cometendo abusos pessoais e exagerados. Wimpina foi um dos primeiros adversários de Martinho Lutero. Em 1518, ele levantou a história de que Santa Ana, avó de Jesus, teve três maridos sucessivos, e com cada um deles teve uma filha chamada Maria, tese refutada por Johannes Sylvius Egranus (1480–1535), onde Lutero também tomou parte.
Na questão sobre as indulgências, Wimpina criou as teses debatidas por Johann Tetzel em Frankfurt, no dia 20 de janeiro de 1518. Estas teses continham a doutrina da Igreja Católica, mas, com relação às indulgências para os que morriam manteve uma opinião escolástica, defendida por Tetzel.

## Obras
- "Ars epistolandi" (1486)
- Descriptio urbis Lipcensis ..., Leipzig 1486-89.
- „De ortu, progressu et fructu theologiae“ - (1493-1496)
- Tractatus de erroribus philozophorum in fide Christiana Aristotelis, commentatoris Avicenne et Alkindi cum confutacionibus eorundem, Leipzig, 1493.
- Epitoma bellorum illustriumque actorum principis Alberti ducis Saxoniae, Leipzig, 1497.
- Oratio invocatoria in missa quodlibeti Lipsensis, Leipzig, 1497.
- Congestio textus nova proprietatum logicalium cum commentatione, Leipzig, 1498.
- Apologeticus in sacre theologie defensione[m] Aduersus eos qui nixi sunt eidem fontem, caput, et patrona[m] Poesim instituere ac p[ro] hoc nec sacra[m] Theosim: iure religionis nostre: monarcha[m] et architectonica[m] habitu[m] scientiali[m] agnoscere reuereriq[ue], Leipzig 1501.
- Apologeticus Jn sacre theologie defensione[m] Aduersus eos qui nixi sunt eidem fontem Caput et patronam Poesim instituere ..., Leipzig, 1501.
- Palillogia de Theologico fastigio Ex nobilitate obiecti eius Christi reparatoris et glorificatoris nostri sumpta. Jn qua tribus codicillis nobilitas Christi ostenditur Quo@r Primus de Christi parentela: natura et gratia Secundus de Christi virtute et sapientia. Tercius de eius priuilegij singularitate, Leipzig, 1501.
- De Ortu p[ro]gressu [et] fructu sacretheologie cu[m] co[n]sideraco[n]ibus, directionibus et cautelis in studio sacre theologie obseruandis Opusculu[m] ..., Leipzig, 1503.
- Oratio gratulatoria pro Reverendissimo D. D. Melchiar. Episcopo Brixinensi, in eiusdem iam pridem suscepto Cardineo honore habita, Leipzig, 1503.
- Oratio habita ad Reverendissimum D. D. Raymundum Cardinalem Gurtzensem ... Legatum in presentia universitatis Studii et plebis Lips., Leipzig, 1503.
- Oratio habita in Exceptione Reuerendissimi in Christo patris ... D. Raymundi Cardinalis Gurtzensis per Germaniam ... legati, Leipzig, 1503.
- Oratio in recommendatio[n]e[m] sacre theologie, Leipzig, 1503.
- Responsio et Apologia Co[n]radi Wimpi[n]e de Fagis ad Mellerstatinas offensiones et denigrato[n]es Sacretheologie, Leipzig, 1503.
- Responsio et Apologia Conradi Wimpine co[n]tra laconismu[m] cuiusdam medici p[ro] defensione Sacretheologie, Et veritatis fidei Ad Jllustrissimos Saxonie Principes ..., Leipzig, 1503.
- Responsio et Apologia Conradi Wimpine co[n]tra laconismu[m] cuiusdam medici p[ro] defensione Sacretheologie, Et veritatis fidei Ad Jllustrissimos Saxonie Principes ..., Leipzig, 1503.
- Tractatus vtiles et admodum iucundi Jampridem a Magistro Conrado Winpine Buchensi ex diuersis editi. De nobilitate celestis corporis. De eo an animati possint Celi appellari. De nobilitate animarum Celi, Leipzig, 1503.
- Epithoma, mire breviter, sed distincte satis amplectens, varia, et alioquin dispendiosa doctorum problemata, opinationes..., Frankfurt, 1508.
- Oratio habita Berlinii in ede dive virginis Marie, dum illic sacris initiaretur Albertus Marchio Brandenb., Frankfurt, 1513.
- „Centuria scriporum insignium, qui in accademiis, praesertim Lipsiensi et Francofordiensi, floruerunt“ - 1514
- "Anacephalaeosis" (1528)
- Gegen die bekanntnus Martini Luthers auff den yetzigen angestellten Reychßtag zu Augsburgo auffs neuwe eingelegt in Sibenzehe[n], Augsburgo, 1530.
- „De sex philosophorum erramentis eorumque confutationibus“
- „Errologium sive De erroribus philosophorum lib. I“
- „Oratio invocatoria“
- „Pallilogia de nobilitate Christi“
- „Panegyrici de laudibus Christi“
- „Tractatus utiles et admodum jucundi …“
- "Orationum sive Sermonum liber unus." Colônia s. a